# Suradadi (Suradadi)
Suradadi is een bestuurslaag in het regentschap Tegal van de provincie Midden-Java, Indonesië. Suradadi telt 12.950 inwoners (volkstelling 2010).